# راديو ديانت القرآن
راديو ديانت القرآن (بالتركية: Diyanet Kur'an Radyo)‏ هي قناة إذاعة إسلامية تركيا وطنية تمتلكها رئاسة الشؤون الدينية التركية تبث مع ديانت راديو.

## وصلات خارجية
الموقع الرسمي